# Iótorišima
Iwo-Tori-Šima je malý (1 × 2,7 km) ostrov ve Východočínském moři, patřící do japonského souostroví Rjúkjú. Ostrov se nachází asi 200 km severně od největšího ostrova souostroví – Okinawy.
Ostrov je tvořen dvěma andezitovými vulkány (Iwo-dake a Kusuku), v kráteru severnějšího z nich se nachází malé jezírko, aktivní fumaroly a ložisko síry, v minulosti těžené.